# Sabrina (cantante portuguesa)
Sabrina, nombre artístico de Maria Teresa Villa-Lobos, (Setúbal, 30 de marzo de 1982) es una cantante portuguesa.

## Carrera
A los 24 años fue seleccionada en un casting para participar en el Festival RTP da Canção 2007. Con el nombre artístico de Sabrina ganó el Festival RTP el 10 de marzo de 2007 celebrado en Lisboa.
Con el tema Dança comigo (vem ser feliz), representó a Portugal en la semifinal del Festival de la Canción de Eurovisión 2007, que se realizó en Helsinki, Finlandia el 10 de mayo. Portugal no consiguió obtener los votos suficientes para pasar a la final, acabando en 11.º lugar de entre 28 participantes en la semifinal con 88 puntos (perdió la cualificación por solo 3 puntos), debido a la puntuación que Portugal dio a Moldavia.
Tras su actuación en el Festival de Eurovisión, Sabrina inició la preparación de un disco, que fue editado en 2008.